# Rifugio Sanremo
Il rifugio Sanremo, situato nei pressi del monte Saccarello (2.201 m), è il rifugio più elevato della Liguria, situato a 2054 metri sul mare.

## Storia
Il rifugio venne costruito nel 1950 e ampliato nel 1984 con l'aggiunta del piano superiore, che ospita un dormitorio da trenta posti-letto. È stato dedicato nel 2012 all'alpinista Agostino Gauzzi detto Tino, tra i fondatori della sezione sanremese del Club Alpino Italiano.

## Collocazione
Si trova poco lontano dal confine con la Francia sullo spartiacque tra val Tanaro e valle Argentina, tra la cima della Valletta e il monte Simonasso.

## Gestione
È incustodito ed è di proprietà e gestito dal CAI, sezione Sanremo.

## Accesso
Può essere raggiunto dal Monte Saccarello e dal Monte Frontè attraverso l'Alta via dei Monti Liguri, che in questo specifico tratto non scende mai sotto i 2000 metri di altezza.